# Davide Petrucci
Davide Petrucci (Roma, 5 de Outubro de 1991) é um futebolista italiano, joga atualmente na Lazio.
A imprensa italiana se refere a Petrucci como o novo Francesco Totti, assim como os torcedores da Roma onde ficou por seis anos, aonde foi revelado e agora pelos torcedores do Manchester United que podem estar vendo nascer um novo Totti nas categorias de base de Old Trafford.
Assim como a maioria dos jovens jogadores do Manchester United, Petrucci irá ficar nas categorias de base até ganhar mais experiência, mas caso necessario pode jogar em competições oficiais pois já esta relacionado em torneios como Liga dos Campeões.